# 위임장

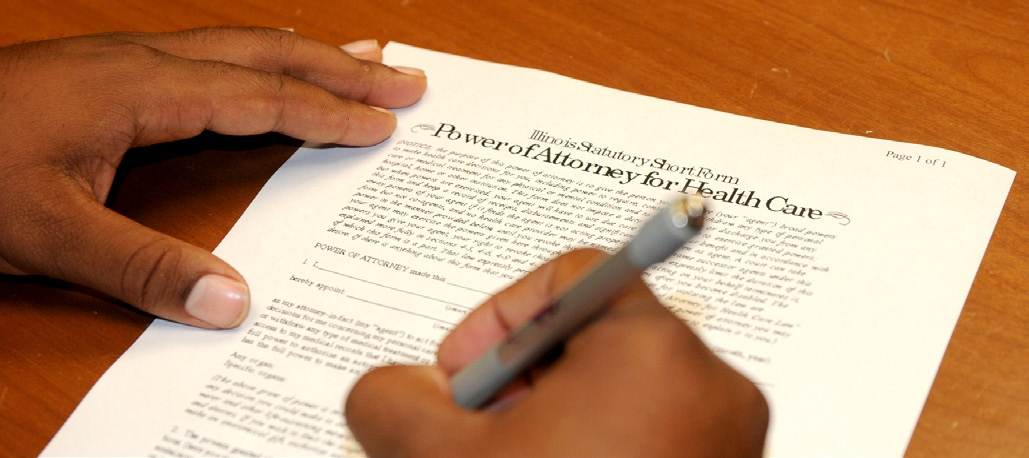

위임장(委任狀, 영어: Power Of Attorney, POA)은 위임이 있음을 증명하는 서면(書面)으로 보통 위임에 기하여 대리권이 수여되는 경우에 그 대리인의 권한 내용을 증명하기 위하여 교부된다. 위임 계약은 본래 낙성·불요식 계약이지만 실제상은 위임장을 교부하는 일이 많다. 그러나 이는 단순한 증거방법에 지나지 않으며 위임계약의 성립요건은 아니다. 위임장에는 위임인과 수임인 및 위임사항이 필요사항으로서 기재되는 것이 보통인데 이것의 일부를 기재하지 않고 후에 이것을 보충하는 방식의 것도 있다. 이것을 '백지위임장(白紙委任狀)'이라고 한다. 이것에는, (1) 위임사항만 기재되어 있고 수임인이 공백(空白)인 것(受任人 白地：명의 개서의 백지위임, 의결권 행사의 백지위임 등). (2) 수임인은 기재되어 있고 위임사항이 백지로 되어 있는 것(위임사항 백지)이 있으며 어느 것이나 후에 이것을 보충하면 위임장으로서 유효하게 된다(단 당사자의 일방이 장래의 분쟁에 대비하여 상대방으로부터 받아 두는 백지위임장은 무효로 해석되는 경우가 있다).

## 작성방법
ooo법률행위 일체를 위임함 등의 백지위임장의 형식으로 위임하는 경우는 위험하므로 주의해야 한다. 가급적 위임사항을 한정해서 구체적으로 기재하여 위임받은 대리인이 권한을 남용하여 업무처리하지 않도록 하여야 한다.

## 대리인과 거래시 주의사항
법률거래의 상대방이 위임장을 소지하고 대리인(수임인)으로서 거래를 하는 당사자라면 우선 해당 대리인의 신분증을 확인하여 진정한 대리인인지 먼저 확인해야 한다. 그리고 대리인이 처리하려는 업무가 위임장에 쓰여진 업무처리에 속하는지 확인해야 한다. 위임장에 금액이나 수량이 적혀 있는 경우 해당 부분이 정정되어 있다면 일단 다시 확인을 해보아야 하며, 필체가 틀린 부분이 발견될 경우에도 해당 대리인에 대해 다시 확인을 해보는 주의가 필요하다.

## 같이 보기
- 계약서